# A State of Trance
A State Of Trance (zkráceně ASOT) je název rádiové show DJ a producenta Armin van Buurena. Poprvé byla vysílána v březnu 2001 na rádiu ID&T, v roce 2005 tato stanice změnila žánr a show se začala vysílat asi na 40 různých stanicích, v Česku jej například vysílá Dance radio nebo Sex Rádio.
Show má podobu dvouhodinového mixu, ve kterém hraje Armin především trance a progressive. Vybírá skladby hlavně od začínajících autorů, aby je tak podpořil a dostaly se jejich jména do povědomí širší veřejnosti. A State Of Trance patří mezi nejposlouchanější rádiové trance show na celém světě, a to také díky možnosti poslechu online na internetu. Každý týden přitáhne více než 700 000 posluchačů.[zdroj?]
Armin van Buuren s ASOT vyhrál v letech 2006, 2007, 2008, 2009 a 2011 cenu Best Mix Radio Show.

## ASOT birthdays
"Narozeniny" A State Of Trance jsou vždy oslavovány ve velkém stylu. S 550 episodou ASOT vystoupil Armin van Buuren a mnoho dalších DJ v roce 2012 v Londýně, Moskvě, Kievě, Den Bosh, Los Angeles a Miami. Za jedny z největších trance akcí vůbec jsou považovány právě probíhající oslavy ASOT 600. Při této příležitosti vystoupí několik desítek DJ's v Madridu, Mexico City, Sao Paulu, Minsku, Sofii, Beirutu, Kuala Lumpur, Mumbai, Miami, Guatemala City, New Yorku a v Den Bosh.

## Kompilace
Armin van Buuren pravidelně vydává mixované kompilace na dvou CD „A State of Trance“.
- A State of Trance 2004
- A State of Trance 2005
- A State of Trance 2006
- A State of Trance 2007
- A State of Trance 2008
- A State of Trance 2009
- A State of Trance 2010
- A State of Trance 2011
- A State of Trance 2012
- A State of Trance 2013